# 1964 en science
| Années de la science : 1961 - 1962 - 1963 - 1964 - 1965 - 1966 - 1967    |
| Décennies de la science : 1930 - 1940 - 1950 - 1960 - 1970 - 1980 - 1990 |

Cet article présente les faits marquants de l'année 1964 en science.

## Évènements

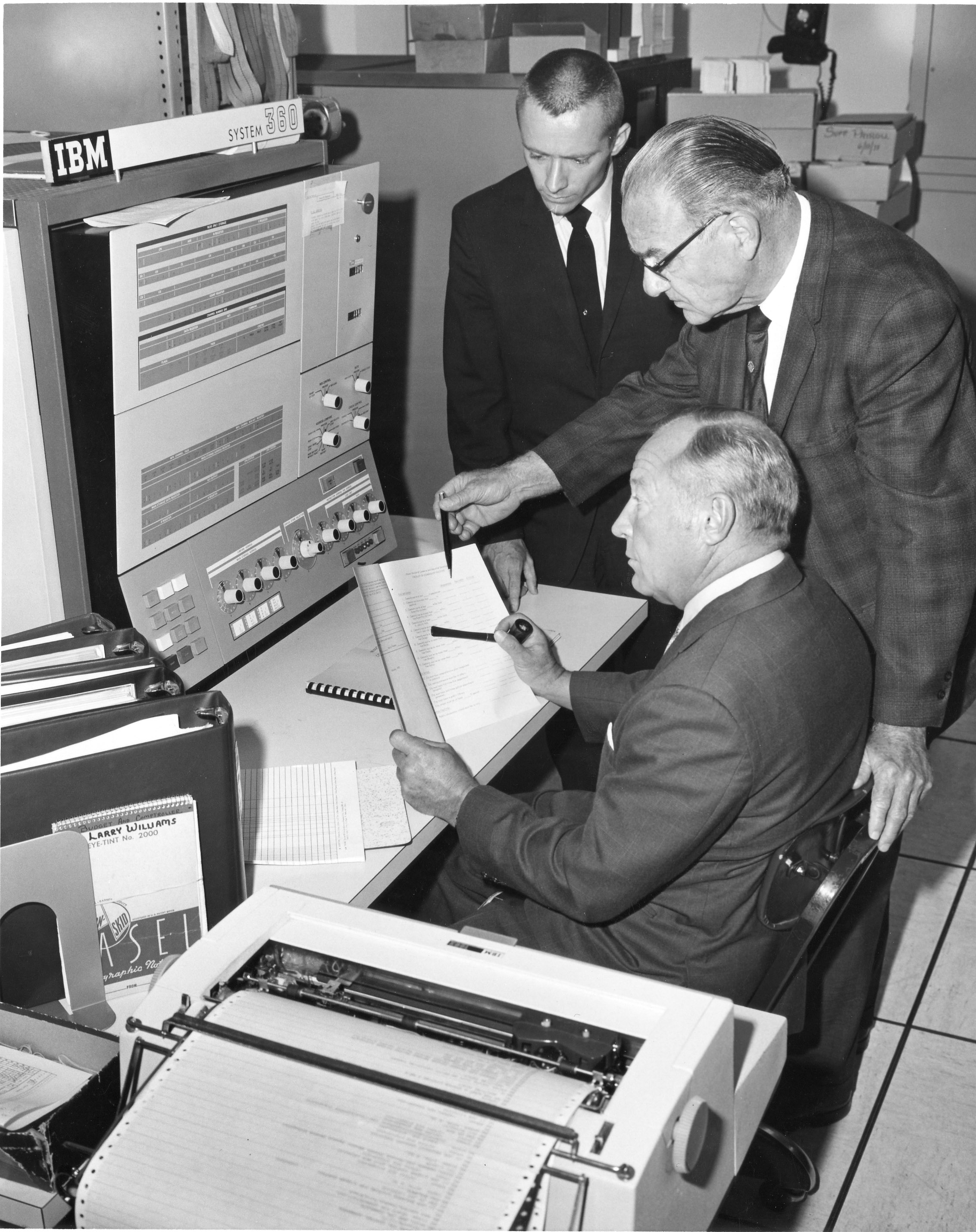
IBM 360 Computer System (MSA)

- 7 avril : IBM lance son système 360, un ordinateur de troisième génération doté du système d'exploitation OS/360 et pouvant utiliser des logiciels et des équipements périphériques interchangeables, qui lui assure la domination des trois quarts du marché informatique[1] face aux « sept nains » (Burroughs Corporation, Honeywell, Control Data Corporation, UNIVAC, etc.).

- 1er mai : mise au point à l’université de Dartmouth du langage de programmation informatique BASIC[2]. Très simple, il permet aux étudiants de développer leurs propres programmes et de se passer de programmateurs.
- 13 juin : Otto Hahn, le premier navire européen à propulsion nucléaire est mis à flot à Kiel (RFA)[3].
- 18 juin : mise en service de la première ligne téléphonique reliant le Japon aux États-Unis à travers le Pacifique (Trans-pacific cable (en))[4].
- 2 novembre : découverte dans le Lot de la grotte ornée des Fieux par le propriétaire des lieux d’alors, E. Caminade, et une équipe du Spéléo-Club de Bergerac composée de J. Bouchereau, F. Feltrin, J. Guilhem, N., T. et J. Lesur, L. et C. Perrier[5].

### Sciences physiques
- 1er février et 21 février : Murray Gell-Mann[6] et George Zweig[7] proposent indépendamment l'un de l'autre le modèle des quarks.

- 27 juillet : les physiciens Christenson, Cronin, Fitch et Turlay mettent en évidence la violation de la symétrie CP en étudiant les propriétés des kaons neutres[8].

- 31 août : les physiciens Robert Brout et François Englert[9], ainsi que Peter Higgs le 19 octobre[10], proposent l'existence du boson de Higgs pour expliquer la brisure de l'interaction unifiée électrofaible en deux interactions par l'intermédiaire du mécanisme de Higgs.

- 1er novembre : John Stewart Bell propose ses inégalités de Bell dans un article publié dans Physics [11].

- Novembre : publication de l'invention du laser au dioxyde de carbone, inventé par Kumar Patel (en) des laboratoires Bell[12].

- Découverte du Rutherfordium (Rf), élément chimique de numéro atomique 104, par une équipe de l'Institut unifié de recherches nucléaires (JINR) de Doubna[13].

- Robert Jaklevic, John J. Lambe, James Mercereau, et Arnold Silver des Ford Research Labs inventent le DC SQUID[14].
- Le chimiste suisse Richard R. Ernst et ses collègues réalisent des expériences à Palo Alto, puis à l'École polytechnique fédérale de Zurich qui vont mener au développement de la RMN par transformée de Fourier, augmentant la sensibilité de cette technique et ouvrant la porte à l'imagerie par résonance magnétique[15].

#### Astronautique
- 25 janvier : lancement par la NASA du satellite Echo 2, première expérience soviéto-américaine dans le domaine spatial[16].
- 30 janvier et 11 juillet : lancement des quatre satellites du programme soviétique Elektron, pour l'étude les ceintures de radiations du champ magnétique terrestre[17].

- 2 février : la sonde américaine Ranger 6, lancée le 30 janvier, s'écrase sur la Lune sans transmettre d'images télévisées pendant sa chute[18].

- 20 mars : création officielle du Conseil européen de recherches spatiales, créé par la convention du 14 juin 1962[19].

- 2 avril : lancement de la sonde spatiale soviétique Zond 1 à destination de Vénus[20].

- 28 mai : lancement réussi à Cap Kennedy du prototype de vaisseau spatial Apollo[21].

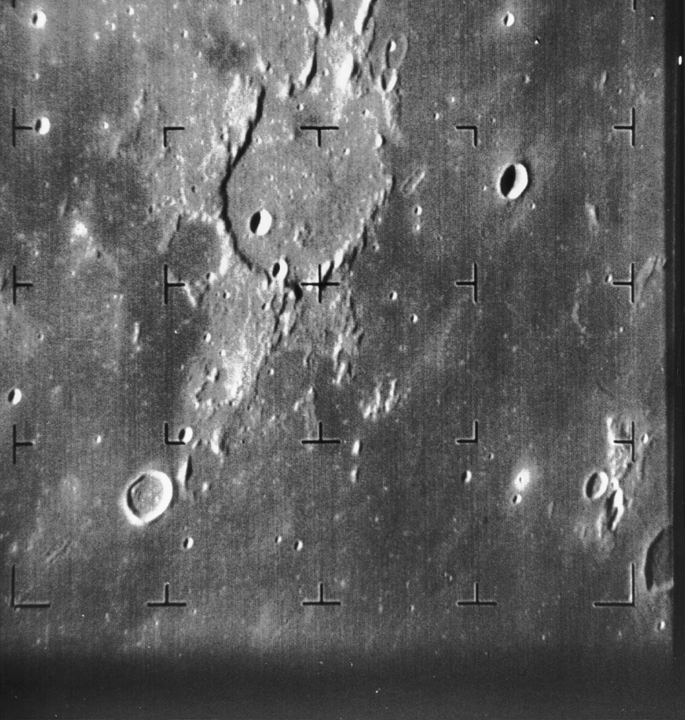
La première image de la Lune prise par Ranger 7.

- 31 juillet : la sonde spatiale américaine Ranger 7 transmet vers la Terre les premiers gros plans de la Lune (4 316 photos) avant de s’écraser[18].

- 19 août : lancement de Syncom 3, premier satellite de communication en orbite géostationnaire (États-Unis). Il assure dès le 1er octobre la liaison entre le Japon et les États-Unis et permet la transmission télévisuelle des Jeux olympiques de Tokyo [22].
- 20 août : création à Washington par onze pays de l'organisation Intelsat dans le but de fournir des services de télécommunications internationales[23].

- 12 octobre : premier vol d’un vaisseau piloté multiplace (Voskhod 1, URSS)[24].
- 30 novembre : lancement de la sonde spatiale américaine Mariner 4 pour prendre des photographies de la planète Mars[20].
- 30 novembre : lancement de la sonde spatiale soviétique Zond 2 vers Mars[20].
- 15 décembre : la NASA lance le premier satellite italien, le San Marco 1[24].

### Sciences de la vie
- 22 mai : le Cancer Chemotherapy National Service Center (CCNSC) découvre qu'un extrait d'if (Taxus brevifolia) présente une activité cytotoxique[25]. Le taxol, médicament antitumoral, en sera isolé en 1966.

- 21 juin : fondation de l’École française de psychanalyse par Jacques Lacan, qui devient l’école freudienne de Paris en septembre[26].
- 18 juillet : création en France de l'Institut national de la santé et de la recherche médicale (INSERM)[27].
- Juillet : William Donald Hamilton développe sa théorie de la sélection de parentèle[28].

- Le biologiste britannique Robin Holliday propose l'existence de la jonction de Holliday. Le modèle, basé sur des études génétiques sur des champignons, prévoit un échange physique de matériel génétique entre deux molécules d'ADN homologues[29].

## Prix
- Prix Nobel :

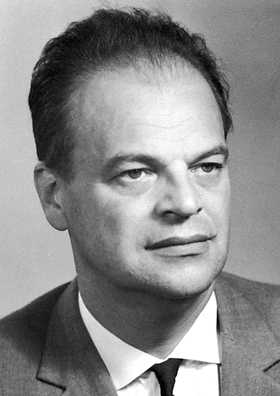
Nikolaï Bassov.

  - 29 octobre : Physique : Charles Townes, Nicolay Gennadiyevich Basov (Николай Геннадиевич Басов), Aleksandr Mikhailovich Prokhorov (Александр Михайлович Прохоров), pour leurs travaux sur l’électronique quantique.
  - 15 octobre : Chimie : Dorothy Crowfoot Hodgkin (britannique), pour ses travaux sur la structure de la pénicilline et de la vitamine B12.
  - 15 octobre : Physiologie ou médecine : Konrad Bloch (Américain né en Allemagne), Feodor Lynen (Allemand), pour leurs travaux sur le cholestérol.

- Prix Lasker
  - Prix Albert-Lasker pour la recherche médicale fondamentale : Renato Dulbecco, Harry Rubin (de)
  - Prix Albert-Lasker pour la recherche médicale clinique : Nathan S. Kline

- Médailles de la Royal Society
  - Médaille Copley : Sydney Chapman
  - Médaille Darwin : Kenneth Mather
  - Médaille Davy : Melvin Calvin
  - Médaille Hughes : Abdus Salam
  - Médaille royale : Francis Brambell, Michael James Lighthill
  - Médaille Rumford : Hendrik Christoffel van de Hulst
  - Médaille Sylvester : Mary Lucy Cartwright

- Médailles de la Geological Society of London
  - Médaille Lyell : Dorothy Hill
  - Médaille Murchison : George Hoole Mitchell (en)
  - Médaille Wollaston : Harold Jeffreys

- Prix Jules-Janssen (astronomie) : Guglielmo Righini (it)
- Médaille Bruce (Astronomie) : Otto Heckmann
- Médaille Linnéenne : Richard Eric Holttum et Carl Frederick Abel Pantin (en)
- Médaille d'or du CNRS : Alfred Kastler

## Naissances

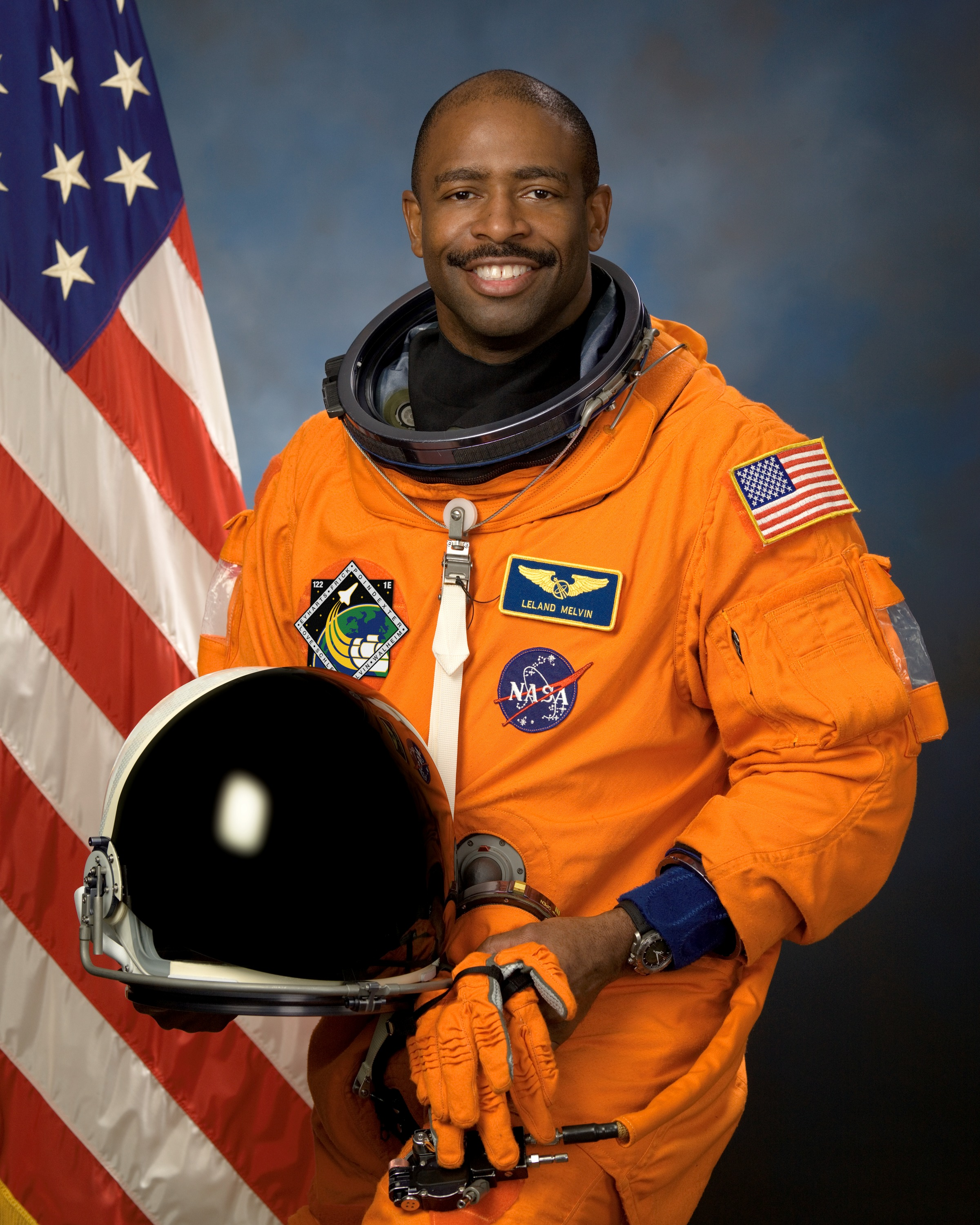
Leland D. Melvin.

- 3 janvier : Farid Alakbarli (mort en 2021), historien d'Azerbaïdjan, spécialiste de manuscrits médicaux médiévaux.

- 13 février : Stephen Gerard Bowen, astronaute américain.
- 15 février : Leland D. Melvin, astronaute américain.
- 21 février :
  - Mark E. Kelly, astronaute américain.
  - Scott J. Kelly, astronaute américain.

- 8 mars : Hermann Mückler, ethnologue et anthropologue autrichien.
- 31 mars : Leonardo López Luján, archéologue et historien mexicain.

- 4 avril : Satoshi Furukawa, cosmonaute japonais.
- 17 avril : Andrei Borisenko, cosmonaute russe.

- 14 mai : James M. Kelly, astronaute américain.
- 25 mai : Ivan Bella, spationaute slovaque.
- 31 mai : Gerhard Woeginger (mort en 2022), mathématicien et informaticien autrichien.
- 12 juillet : Agnès Cabrol (morte en 2007), égyptologue française.
- 21 juillet : Oleg Kononenko, cosmonaute soviétique.

- 3 août : Joan Higginbotham, astronaute américaine.
- 24 août : Salijan Charipov, spationaute Ouzbékistan.

- 10 septembre : Maria Rosa Antognazza, professeure italienne de philosophie, spécialiste de Leibniz.
- 30 septembre : Stephen N. Frick, astronaute américain.

- 1er octobre : Eric A. Boe, astronaute américain.
- 13 octobre : Niè Hǎishèng, taïkonaute chinois.
- 15 octobre : Roberto Vittori, spationaute italien.
- 30 octobre : Sandra Magnus, astronaute américaine.

- 10 novembre : Ambrogio Fasoli, chercheur italien, spécialiste du domaine de la fusion et de la physique des plasmas.
- 25 novembre : Washington Yotto Ochieng, ingénieur et universitaire kényan.
- 12 décembre : Kenneth Ham, astronaute américain.

- Kenneth J. Lawrence, astronome américain.
- Amin Shokrollahi, mathématicien et informaticien iranien.
- Xiaodong Zou, chimiste sino-suédoise.

## Décès

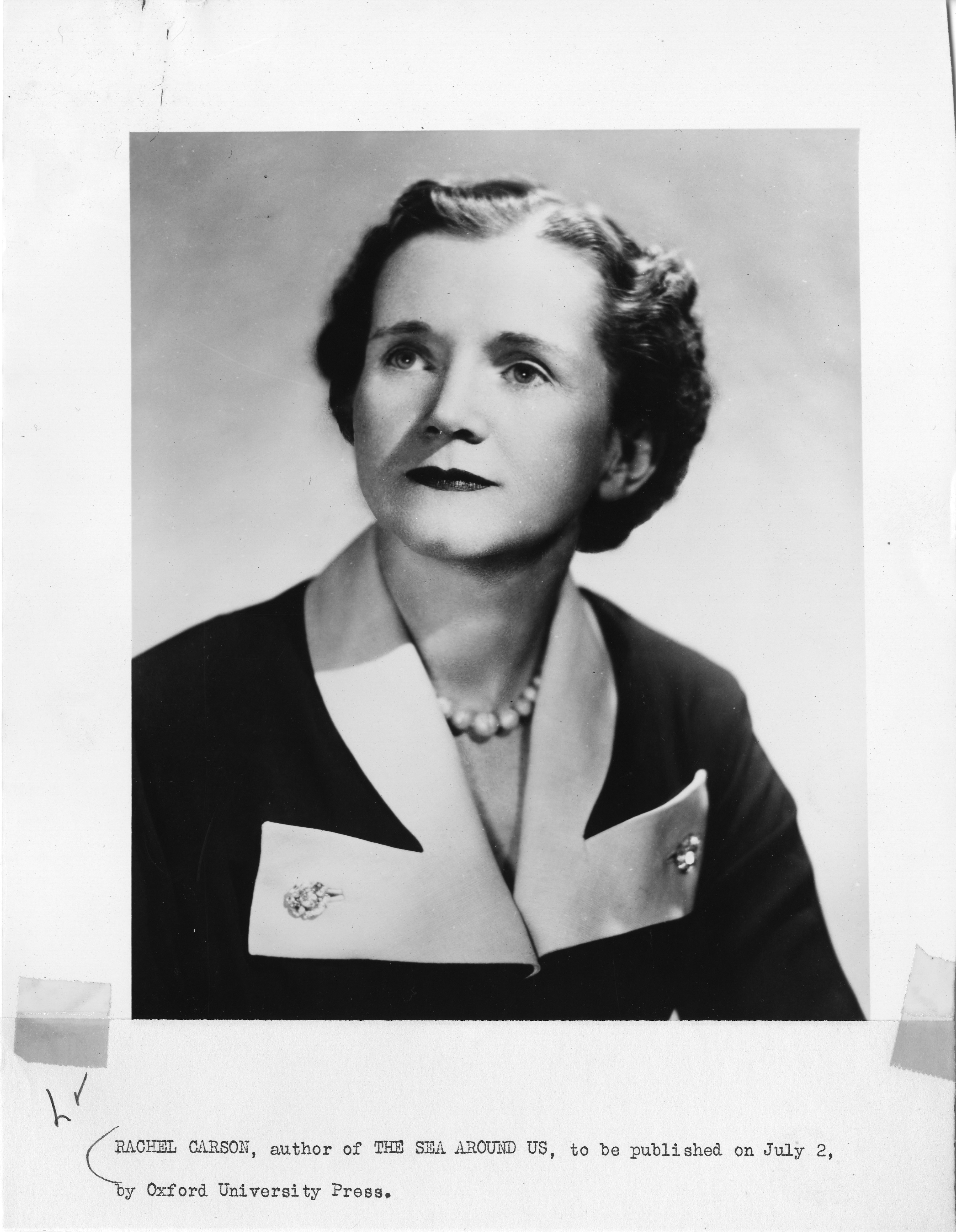
Rachel Carson.

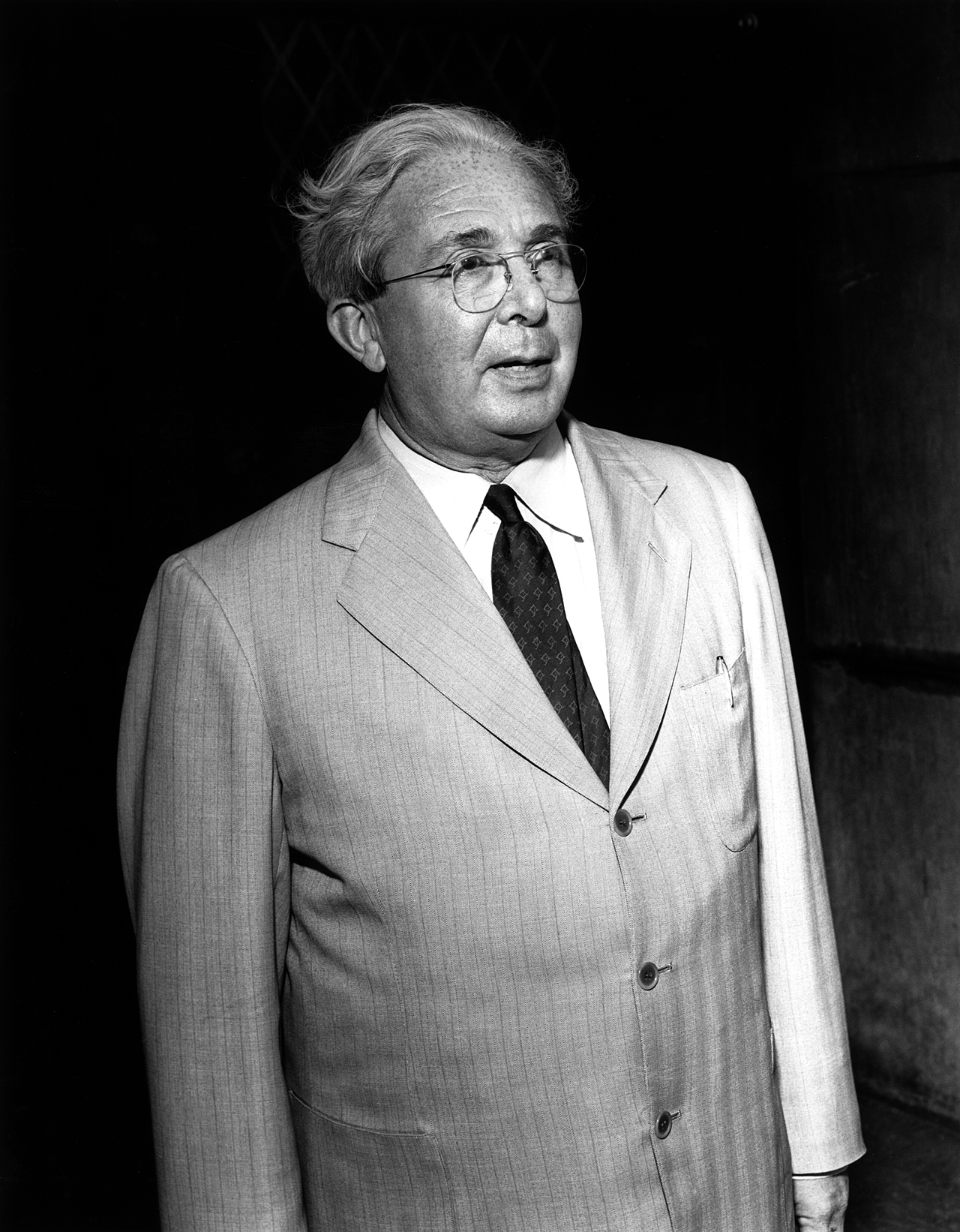
Leó Szilárd.

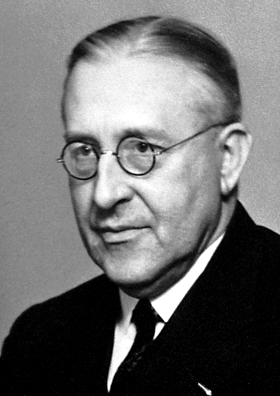
Victor Franz Hess.

- 15 janvier : Tawfiq Canaan (né en 1882), médecin palestinien.
- 19 janvier : Friedrich Karl Arnold Schwassmann (né en 1870), astronome allemand.

- 3 février : 
  - Harold Alden (né en 1890), astronome américain.
  - Clarence Irving Lewis (né en 1883), philosophe et logicien américain.
- 7 février : Hermann Kees (né en 1886), égyptologue et professeur allemand.
- 10 février : Eugen Sänger (né en 1905), ingénieur aéronautique austro-allemand.
- 22 février : Verrier Elwin (né en 1902), anthropologue autodidacte.
- 29 février : Victor Van Straelen (né en 1889), paléontologue belge.

- 6 mars : Julius Bartels (né en 1899), géophysicien et statisticien allemand.
- 7 mars : Samuel Wilks (né en 1906), statisticien américain.
- 10 mars : Maurice Pillet (né en 1881), égyptologue français.
- 16 mars : Edwin Bingham Copeland (né en 1873), botaniste et agronome américain.
- 17 mars : Henry Maurice Sheffer (né en 1882), logicien américain.
- 18 mars : Norbert Wiener (né en 1894), mathématicien américain, inventeur de la cybernétique.

- 4 avril : Alfred Duggan (né en 1903), archéologue, écrivain et historien britannique.
- 12 avril : Evert Willem Beth (né en 1908), philosophe et logicien néerlandais.
- 14 avril : Rachel Carson (née en 1907), zoologiste et biologiste américaine.
- 19 avril : Jeanne Cuisinier (née en 1890), ethnologue française.
- 28 avril : Alexandre Koyré (né en 1892), philosophe et historien des sciences français d’origine russe.

- 11 mai : Francesco Zorzi (né en 1900), préhistorien italien.
- 21 mai : James Franck (né en 1882), physicien allemand, prix Nobel de physique en 1925.
- 28 mai : Gerald Avery Wainwright (né en 1879), égyptologue britannique.
- 30 mai : Leo Szilard (né en 1898), physicien hongro-américain.

- 5 juin : Lauge Koch (né en 1892), géologue et explorateur danois.

- 17 juillet : Maurice Glaize (né en 1886), archéologue français.
- 20 juillet : Frederick Hanley Seares (né en 1873), astronome américain.
- 12 août : Dimitri Dimitrievitch Maksoutov (né en 1896), opticien et astronome soviétique.
- 19 août :  Hans Peter Luhn (né en 1896), informaticien allemand.

- 3 octobre : Erich Friedrich Schmidt (né en 1897), archéologue allemand naturalisé américain.
- 31 octobre : Theodore Freeman (né en 1930), aspirant-astronaute américain.
- Guy Stewart Callendar (né en 1898), ingénieur anglais.

- 6 novembre : Hans Karl August Simon von Euler-Chelpin (né en 1873), biochimiste suédois.
- 8 novembre : Fernand Baldet (né en 1885), astronome français.
- 13 novembre : Oskar Becker (né en 1889), philosophe, logicien, mathématicien et historien des mathématiques allemand.
- 15 novembre : Jan Petrus Benjamin de Josselin de Jong (né en 1886), anthropologue, archéologue et linguiste néerlandais.
- 27 novembre : Ielpidifor Anempodistovitch Kirillov (né en 1883), mathématicien et physicien soviético-russe.
- 28 novembre : Hans von Halban (né en 1908), physicien français d'origine autrichienne.
- Adele Goldstine (née en 1920), mathématicienne et informaticienne américaine.

- 1er décembre : J.B.S. Haldane (né en 1892), généticien britannique.
- 6 décembre : Pentti Eelis Eskola (né en 1883), géologue finlandais.
- 17 décembre : Victor Franz Hess  (né en 1883), physicien autrichien et américain, prix Nobel de physique en 1936.

- Grigori Moïssevitch Maïranovski (né en 1899), biochimiste soviétique, chef du laboratoire des poisons.